# Huiyuan (budist)
Huiyuan (kineski: 慧遠; Hui-Yuan, Hui-Yüan na mandarinskom te Fi-Yon na Gan jeziku, 334–416) bio je kineski budistički učenjak poznat po tome što je osnovao Hram Donglin na planini Lushan u provinciji Jiangxi, kao i po tekstu Zašto se redovnici ne klanjaju kraljevima iz 404. 
Bio je rodom iz Shanxija na sjeveru Kine, a u mladosti je proučavao Zhuangzija i Laozija, kao i Konfucija. U dobi od 21 godine ga u provinciji Hebei budistički učenjak i misionar Dao An preobratio na budizam i nagovorio da "napusti obitelj" kako bi se u potpunosti posvetio proučavanju i širenju budizma. S vremenom je postao osnivačem Hrama te razvio učenje koje sadrži koncepte kao što su vinaya (戒律), meditacija (禪法), abhidharma i Prajna ili mudrost. Vodio je i prepisku s poznatim kučanskim budističkim učenjakom i prevodiocem Kumarajivom. 
Godine 402. je svoje sljedbenike - redovnike i laike - organizirao u novu Mahayana sektu koja je kasnije postala poznata kao Škola budizma čiste zemlje, danas jednu od najpopularnijih budističkih tradicija Istočne Azije. Dvije godine kasnije napisao je djelo Zašto se redovnici ne klanjaju kraljevima  (沙門不敬王者論) u kojoj je argumentirao u korist autonomije budističkog svećenstva u odnosu na svjetovno sudstvo i vlast, ali isto tako nastojao tadašnje vladare uvjeriti kako su budisti zbog vjerovanja u karmu idealni podanici. 
Umro je 416 u provinciji Hubei. Njegovi najpoznatiji učenici su Huiguan (慧觀), Sengji (僧濟) i Faan (法安).